# Handley Page Hare
Handley Page HP.34 Hare là một loại máy bay ném bom tầng cao của Anh, do hãng Handley Page thiết kế chế tạo.

## Tính năng kỹ chiến thuật
Dữ liệu lấy từ Handley Page Aircraft since 1907 
Đặc điểm tổng quát
- Kíp lái: 2
- Chiều dài: 32 ft 2 in (9.81 m)
- Sải cánh: 50 ft 0 in (15.24 m)
- Diện tích cánh: 454 ft2 (42.2 m2)
- Trọng lượng rỗng: 3.050 lb (1.383 kg)
- Trọng lượng có tải: 7.243 lb (3.285 kg)
- Động cơ: 1 × Bristol Jupiter VIII, 485 hp (362 kW)

Hiệu suất bay
- Vận tốc cực đại: 152 mph (243 km/h)
- Tầm bay: 1.000 dặm (1.609 km)
- Trần bay: 20.000 ft (6.098 m)

Vũ khí trang bị
- 2 súng máy
- Bom hoặc ngư lôi nặng 2.000 lb (907 kg)